# Esperantinópolis (kommun)
Esperantinópolis är en kommun i Brasilien.   Den ligger i delstaten Maranhão, i den nordöstra delen av landet, 1 300 km norr om huvudstaden Brasília. Antalet invånare är 18 456.
Följande samhällen finns i Esperantinópolis:
- Esperantinópolis

Omgivningarna runt Esperantinópolis är huvudsakligen savann. Runt Esperantinópolis är det glesbefolkat, med 20 invånare per kvadratkilometer.